# Liste der Baudenkmäler in Wolnzach

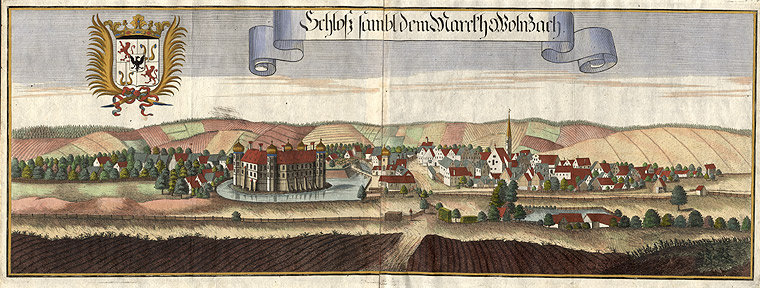
Michael Wening: Schloss und Markt Wolnzach

Auf dieser Seite sind die Baudenkmäler in dem oberbayerischen Markt Wolnzach zusammengestellt. Diese Tabelle ist eine Teilliste der Liste der Baudenkmäler in Bayern. Grundlage ist die Bayerische Denkmalliste, die auf Basis des Bayerischen Denkmalschutzgesetzes vom 1. Oktober 1973 erstmals erstellt wurde und seither durch das Bayerische Landesamt für Denkmalpflege geführt wird. Die folgenden Angaben ersetzen nicht die rechtsverbindliche Auskunft der Denkmalschutzbehörde.

## Ensembles

### Ensemble Marktplatz
Der Marktplatz von Wolnzach mit seiner umgebenden Bebauung bildet ein Ensemble.

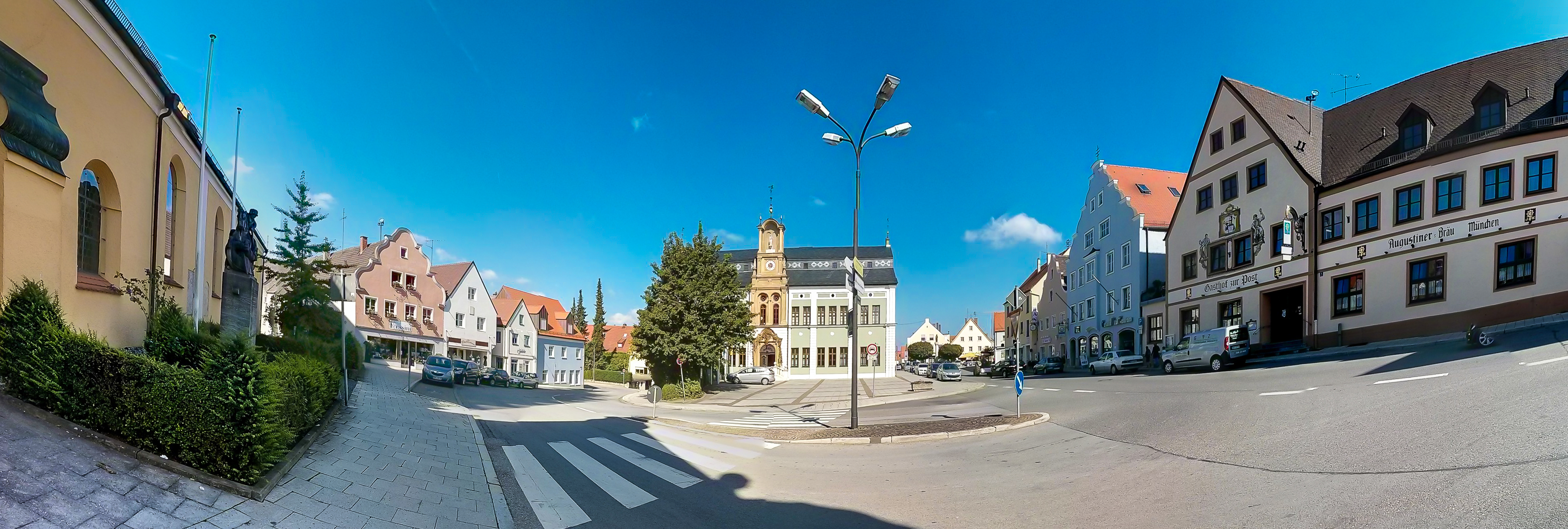
Ensemble Wolnzach

Das ursprünglich zum agilolfingischen Herzogsgut gehörende Wolnzach wird erstmals im Jahr 814 in einer Schenkung an die bischöfliche Kirche von Freising erwähnt. Das edelfreie Geschlecht der Hoholde erhob Wolnzach gegen Ende des 11. Jahrhunderts zum Mittelpunkt seiner weit in den Hallertau reichenden Adelsherrschaft. Diese fiel 1252/55 zum größten Teil an die Wittelsbacher, der kleinere Teil mit Ort und Burg Wolnzach gelangte auf dem Erbweg an die Herrn von Preysing, die Wolnzach (seit 1270 Markt) bis zur gewaltsamen Inbesitznahme durch die Truppen Georgs des Reichen von Bayern-Landshut 1482 innehatten. Die nun zur Hofmark herabgestufte ehemalige Herrschaft Wolnzach befand sich von 1584 bis 1725 im Besitz der Familie Elsenheimer.
Den zentralen Platz in Wolnzach bildet jetzt der Marktplatz. Die nahezu quadratische Platzanlage wird im Süden von der 1408 errichteten, am Anfang des 18. Jahrhunderts veränderten und 1912/13 erweiterten und neubarock gestalteten katholischen Pfarrkirche St. Laurentius begrenzt. Den nördlichen Platzabschluss bildet das jetzige Rathaus, das 1878 ursprünglich als Hopfen- und Schrannenhalle erbaut wurde. Diese beiden architektonischen Dominanten des Platzes werden von zwei- bis dreigeschossigen zum Teil mit Schweifgiebeln versehenen Satteldachbauten des 18. und 19. Jahrhunderts eingefasst, die den ackerbürgerlichen Charakter der Marktgemeinde widerspiegeln.
Aktennummer: E-1-86-162-1

## Baudenkmäler nach Ortsteilen

### Wolnzach
| Lage                                                                     | Objekt                                                                                   | Beschreibung | Akten-Nr.      | Bild                                                       |
| ------------------------------------------------------------------------ | ---------------------------------------------------------------------------------------- | --- | -------------- | ---------------------------------------------------------- |
| Am Starzenbach 6, 6 1/2 (Standort)                                       | Wohnhaus                                                                                 | zweigeschossiger, giebelständiger Satteldachbau mit traufseitigem Walmdachanbau, 19. Jahrhundert | D-1-86-162-5   | Wohnhaus                                                   |
| Am Starzenbach 10 (Standort)                                             | Ehemaliges Pfarrhaus                                                                     | dreigeschossiger, giebelständiger Satteldachbau mit genutetem Erdgeschoss und Fensterrahmungen, 1854 | D-1-86-162-6   | weitere Bilder                                             |
| Demengereut im Brandfeld (Standort)                                      | Wegkapelle                                                                               | Verputzter Satteldachbau mit Vorhalle, wohl 19. Jahrhundert; mit Ausstattung; | D-1-86-162-3   | Wegkapelle                                                 |
| Elsenheimerstraße 6 (Standort)                                           | Wohn- und Geschäftshaus                                                                  | schmaler, zweigeschossiger und giebelständiger Satteldachbau mit geschweiftem Giebel, südlich vorstehender Traufe und sparsamen Putzdekor, um 1900 | D-1-86-162-7   | Wohn- und Geschäftshaus                                    |
| Elsenheimerstraße 24 (Standort)                                          | Wohn- und Geschäftshaus                                                                  | zweigeschossiger, traufseitiger Satteldachbau mit Putzdekor, um 1900 | D-1-86-162-8   | Wohn- und Geschäftshaus                                    |
| Elsenheimerstraße 25 (Standort)                                          | Wohn- und Geschäftshaus                                                                  | zweigeschossiger, giebelständiger Satteldachbau mit Schweifgiebel, Erker und Putzgliederung, barockisierender Jugendstil, nach 1900 | D-1-86-162-9   | Wohn- und Geschäftshaus                                    |
| Herrnstraße 4 (Standort)                                                 | Wohnhaus                                                                                 | zweigeschossiger, giebelständiger Satteldachbau mit Ecklisenen und profilierten Gesimsen, 19. Jahrhundert | D-1-86-162-11  | Wohnhaus                                                   |
| Herrnstraße 7 (Standort)                                                 | Wohn- und Geschäftshaus                                                                  | zweigeschossiger, traufseitiger Satteldachbau mit Putzgliederung und Balkon, 1. Hälfte 19. Jahrhundert; Nebengebäude in Ecklage, zweigeschossiger, traufseitiger Satteldachbau mit Aufzugsgaube, wohl 2. Hälfte 19. Jahrhundert | D-1-86-162-12  | Wohn- und Geschäftshaus                                    |
| Klosterstraße 4 (Standort)                                               | Gasthof                                                                                  | zweigeschossiger, verputzter Mansardwalmdachbau mit abgerundeten Hausecken, Ende 18. Jahrhundert | D-1-86-162-14  | Gasthof                                                    |
| Marienplatz (Standort)                                                   | Mariensäule                                                                              | mit halbrunden Diensten versehene Steinsäule auf polygonalem, mit Maßwerk verziertem Sockel, Marienfigur in galvanisiertem Zinkguss, gotisierend, Steinsäule von Josef Weber, Marienfigur von der Mayer’schen Kunstanstalt München, 1865 | D-1-86-162-15  | weitere Bilder                                             |
| Marienplatz 6 (Standort)                                                 | Ehemaliges herrschaftliches Verwaltungs- und Amtsgebäude, später Wohn- und Geschäftshaus | zweigeschossiger Satteldachbau in Ecklage, 1749 (dendro.dat.), unter Einbeziehung des Vorgängerbaus, später teilweise verändert. | D-1-86-162-101 | BW                                                         |
| Marktplatz 1 (Standort)                                                  | Rathaus                                                                                  | zweigeschossiger, traufseitiger Satteldachbau mit basilikaartigem, erhöhtem Dachmittelteil, Lisenengliederung und turmartiger Portalachse in Sandstein mit Uhrengeschoss und Figurennische, 1879 | D-1-86-162-16  | weitere Bilder                                             |
| Marktplatz 3 (Standort)                                                  | Wohn- und Geschäftshaus                                                                  | zweigeschossiger, giebelständiger Satteldachbau mit Schweifgiebel, 2. Hälfte 19. Jahrhundert | D-1-86-162-18  | Wohn- und Geschäftshaus                                    |
| Marktplatz 4 (Standort)                                                  | Wohn- und Geschäftshaus                                                                  | dreigeschossiger, giebelständiger Satteldachbau mit geschweiftem Treppengiebel und flachem Mittelerker, Ende 19. Jahrhundert | D-1-86-162-19  | Wohn- und Geschäftshaus                                    |
| Marktplatz 6 (Standort)                                                  | Katholische Pfarrkirche St. Laurentius                                                   | Ehemalige Saalkirche, dann zu dreischiffiger Hallenkirche erweitert, Satteldachbau mit Lisenengliederung, eingezogenem, zweijochigem Polygonalchor, nördlichem Kapellenanbau und südlichem Chorflankenturm mit Doppelzwiebelhaube, Mittelschiff und Chor mit stuckierten Stichkappentonnen, Seitenschiffe mit Tonnengewölben, Ostteile der Kirche im Kern karolingisch bzw. romanisch, Chorwölbung Anfang 15. Jahrhundert, Langhausverlängerung und Kapellenanbauten um 1450, Langhauswölbung 1680, Stuckierung des Langhausgewölbes 1713, erneute Langhausverlängerung mit Öffnung der Langhauswände zur Dreischiffigkeit sowie Turmaufstockung von Heinrich Hauberrisser, 1912/13; mit Ausstattung | D-1-86-162-1   | weitere Bilder                                             |
| Marktplatz 7 (Standort)                                                  | Wohn- und Geschäftshaus                                                                  | zweigeschossiger, giebelständiger Satteldachbau mit Schweifgiebel, Ende 19. Jahrhundert | D-1-86-162-22  | Wohn- und Geschäftshaus                                    |
| Marktplatz 9 (Standort)                                                  | Wohnhaus mit Laden                                                                       | schmaler, zweigeschossiger und giebelständiger Satteldachbau mit traufseitig vorkragendem Obergeschoss, 18. Jahrhundert | D-1-86-162-24  | Wohnhaus mit Laden                                         |
| Nähe Hopfenstraße (Standort)                                             | Standbild des Hl. Johannes Nepomuk                                                       | Holzfigur, 18. Jahrhundert, in barockisierendem ädikulaartigem Bau; an der Ecke Schloßstraße/Hopfenstraße | D-1-86-162-88  | Standbild des Hl. Johannes Nepomuk                         |
| Nähe Ingolstädter Straße; Nähe Quellenweg; Quellenweg 2 und 4 (Standort) | Ehemalige Friedhofskapelle, jetzt Kriegergedächtniskapelle                               | verputzter, dreiseitig geschlossener Satteldachbau mit Eckpilastern, Schweifgiebel und Dachreiter mit Zwiebelhaube, Innenraum mit Stichkappentonne, spätbarock, 1721, 1788 erneuert, 1949 Umgestaltung zur Kriegergedächtniskapelle; Friedhof, alter Teil, mit aufwendigen Grabmälern des 19. Jahrhunderts; Friedhofsmauer, Backstein, unverputzt, 19. Jahrhundert | D-1-86-162-2   | Ehemalige Friedhofskapelle, jetzt Kriegergedächtniskapelle |
| Nähe Jägerstraße (Standort)                                              | Kapelle                                                                                  | verputzter Satteldachbau mit offener Pfeilervorhalle, 18./19. Jahrhundert; an der Jägerstraße | D-1-86-162-4   | weitere Bilder                                             |
| Preysingstraße 4, 6 (Standort)                                           | Wohn- und Geschäftshaus                                                                  | zweigeschossiger Walmdachbau, 18. Jahrhundert | D-1-86-162-26  | Wohn- und Geschäftshaus                                    |
| Preysingstraße 7 (Standort)                                              | Ehemaliger Brauereigasthof                                                               | Hauptbau, zweigeschossiger, giebelständiger Satteldachbau mit Volutengiebel und reich gegliederter Neurenaissancefassade, im Kern 18. Jahrhundert, hofseitig bezeichnet 1763, um 1880, Inneres erneuert; Nebengebäude, südlich um eine Achse zurückversetzt, zweigeschossiger, giebelständiger Satteldachbau mit Schweifgiebel, gewölbter Tordurchfahrt und neubarockem Putzdekor, im Kern 18. Jahrhundert, um 1900 | D-1-86-162-27  | Ehemaliger Brauereigasthof                                 |
| Preysingstraße 8 (Standort)                                              | Wohnhaus                                                                                 | zweigeschossiger, traufseitiger Mansarddachbau mit Zwerchgiebel, Erker und reichem Putzdekor, barockisierend mit Jugendstilelementen, Anfang 20. Jahrhundert | D-1-86-162-28  | Wohnhaus                                                   |
| Preysingstraße 14 (Standort)                                             | Wohn- und Geschäftshaus                                                                  | dreigeschossiger, traufseitiger Satteldachbau mit flachem Mittelrisalit mit Dreiecksgiebel und mit reicher Fassadengliederung, Neurenaissance-Formen, 3. Viertel 19. Jahrhundert | D-1-86-162-29  | Wohn- und Geschäftshaus                                    |
| Preysingstraße 17 (Standort)                                             | Pfarrhaus                                                                                | zweigeschossiger, traufseitiger Satteldachbau mit Zwerchhaus, polygonalem Eckerker und geometrischer Putzgliederung, südlich abgewalmt, 1911; Christusfigur, in Nische, gleichzeitig; Hoftor, korbbogige Durchfahrt, gleichzeitig | D-1-86-162-86  | Pfarrhaus                                                  |
| Preysingstraße 23 (Standort)                                             | Wohn- und Geschäftshaus                                                                  | dreigeschossiger, traufseitiger Halbwalmdachbau mit Putzgliederung und flachem Erker, Mitte 19. Jahrhundert; Nebengebäude mit Stall, dreigeschossiger Pultdachbau, wohl 2. Hälfte 19. Jahrhundert | D-1-86-162-30  | Wohn- und Geschäftshaus                                    |
| Preysingstraße 25 (Standort)                                             | Wohn- und Geschäftshaus                                                                  | zweigeschossiger, giebelständiger Satteldachbau mit Lisenengliederung, geometrisierender Jugendstil, nach 1900 | D-1-86-162-31  | Wohn- und Geschäftshaus                                    |
| Preysingstraße 27 (Standort)                                             | Wohn- und Geschäftshaus                                                                  | zweigeschossiger, giebelständiger Satteldachbau mit Schweifgiebel und neubarockem Stuckdekor, um 1900 | D-1-86-162-32  | Wohn- und Geschäftshaus                                    |
| Schießstättweg 7 (Standort)                                              | Villa Lipp                                                                               | zweigeschossiger Satteldachbau mit Schnitzereien am Giebel, traufseitigen Risaliten und Zwerchhaus, in Heimatstil- und Neurenaissanceformen, um 1890; Nebengebäude, erdgeschossiger, traufseitiger Satteldachbau mit Zwerchhaus und Fachwerkdekoration, gleichzeitig; in parkartigem Grundstück in Hanglage | D-1-86-162-87  | weitere Bilder                                             |
| Schloßstraße 14 (Standort)                                               | Postamt                                                                                  | zweigeschossiger, traufseitiger Steilsatteldachbau mit Portalvorbau mit spitzen Dachgauben, reduziert expressionistisch, um 1925/30 | D-1-86-162-35  | weitere Bilder                                             |

### Eschelbach an der Ilm
| Lage                          | Objekt                              | Beschreibung | Akten-Nr.     | Bild           |
| ----------------------------- | ----------------------------------- | --- | ------------- | -------------- |
| Don-Bosco-Straße 7 (Standort) | Katholische Pfarrkirche St. Emmeram | verputzter Satteldachbau mit Chorturm und östlichem Sakristeianbau, Chorturm mit oktogonalem Aufsatz, Zwiebelhaube, Langhaus mit Flachdecke und eingezogener Chor mit Tonnengewölbe, im Kern 15. Jahrhundert, Turmaufbau Anfang 18. Jahrhundert, Langhaus 1709 und 1911 nach Westen erweitert; mit Ausstattung | D-1-86-162-39 | weitere Bilder |
| Emmeramstraße 12 (Standort)   | Hakenhof                            | Bauernhaus, erdgeschossiger, traufseitiger Greddachbau über Balkenköpfen, Mitte 19. Jahrhundert; Stallstadel, hakenförmiger, erdgeschossiger Greddachbau, gleichzeitig, Westteil wohl 2. Hälfte 19. Jahrhundert                                                                                                | D-1-86-162-40 | BW             |
| Turmstraße 22 (Standort)      | Kapelle (sogenannte Brandkapelle)   | oktogonaler Zentralbau mit Zeltdach, Dachreiter und Anbauten für Eingang und Sakristei, Innenraum mit Flachdecke über Hohlkehle, 1829 | D-1-86-162-90 | BW             |

### Geroldshausen
| Lage                                   | Objekt                                     | Beschreibung | Akten-Nr.     | Bild                                       |
| -------------------------------------- | ------------------------------------------ | --- | ------------- | ------------------------------------------ |
| Kalvarienberg (Standort)               | Katholische Kalvarienbergkapelle St. Maria | verputzter Satteldachbau mit Giebeldachreiter mit hohem Spitzhelm, tonnengewölbt, 1851, verändert 1875; mit Ausstattung; Kreuzweg zum Kalvarienberg, 14 Kreuzwegstationen, bildstockartige Sandsteinsäulen, bezeichnet 1878 | D-1-86-162-47 | Katholische Kalvarienbergkapelle St. Maria |
| Kirchberg 7; Nähe Kirchberg (Standort) | Katholische Pfarrkirche St. Martin         | verputzte Saalkirche mit Lisenen und Bogenfriesen, eingezogenem, halbrund schließendem Chor im Westen und nördlichem Chorflankenturm mit Spitzhelm, Langhaus mit Flachdecke und Chor mit Stichkappentonne, neuromanisch, 1876–78; mit Ausstattung; Friedhof, östlich der Kirche, mit Grabsteinen des späten 19. und 1. Hälfte 20. Jahrhundert; Friedhofsummauerung, Steinpfeilermauer mit Pfeilgitterzaun, wohl letztes Viertel 19. Jahrhundert; Lourdesgrotte, südöstlich der Kirche, wohl letztes Viertel 19. Jahrhundert | D-1-86-162-43 | weitere Bilder                             |
| Kirchweg 1 (Standort)                  | Katholische Filialkirche St. Andreas       | verputzte Saalkirche mit eingezogenem Polygonalchor und südlichem Chorflankenturm mit oktogonalem Aufsatz und Spitzhelm, Langhaus und Chor flachgewölbt, Turmunterbau 15. Jahrhundert, Langhaus 18. Jahrhundert, Turmobergeschoss 1881; mit Ausstattung | D-1-86-162-44 | weitere Bilder                             |
| Pfaffenhofener Straße 15 (Standort)    | Mörtelplastiken                            | des Hl. Isidor und des Hl. Leonhard mit Tieren, um 1880; am Wirtschaftsgebäude | D-1-86-162-46 | BW                                         |

### Niederlauterbach
| Lage                                                       | Objekt                              | Beschreibung | Akten-Nr.     | Bild                                |
| ---------------------------------------------------------- | ----------------------------------- | --- | ------------- | ----------------------------------- |
| Geisenfelder Straße 2 (Standort)                           | Wappentafel an Neubau               | Kalkstein, bez. 1563 | D-1-86-162-70 | BW                                  |
| Geisenfelder Straße 5; Nähe Geisenfelder Straße (Standort) | Ehemaliges Gasthaus                 | langgestreckter, zweigeschossiger und traufseitiger Satteldachbau mit hohem Zwerchgiebel, 18./19. Jahrhundert; Mörtelplastik eines Bierfuhrwerks, um 1880; am Wirtschaftsgebäude auf der gegenüberliegenden Straßenseite | D-1-86-162-71 | Ehemaliges Gasthaus                 |
| Geisenfelder Straße 14 (Standort)                          | Mörtelplastiken                     | des Hl. Wendelin und des Hl. Florian, um 1880; am hakenförmigen Wirtschaftsgebäude | D-1-86-162-72 | Mörtelplastiken                     |
| Oberlauterbacher Straße 2 (Standort)                       | Bauernhaus                          | zweigeschossiger, giebelständiger Satteldachbau mit durchfenstertem Kniestock, Giebelschnitzerei und historisierender Putzgliederung, bezeichnet 1903; in Giebelnische kleine Lourdesgrottenmadonna, wohl gleichzeitig | D-1-86-162-91 | Bauernhaus                          |
| Oberlauterbacher Straße 6 (Standort)                       | Bauernhaus                          | zweieinhalbgeschossiger Satteldachbau, historisierend, mit geohrten Fensterrahmungen, Ecklisenen und breitem Gesimsband, errichtet 1903. | D-1-86-162-92 | Bauernhaus                          |
| Rottenegger Straße 1 (Standort)                            | Ehemalige Propstei, jetzt Bauernhof | zweiflügeliger, zweigeschossiger Hauptbau mit Satteldach, Putzgliederung und Arkaden vor dem ehemaligen Pferdestall, an Wappentafel bezeichnet 1571, nach Brand 1893 neu errichtet (dendro.dat.); mit Sonnenuhr in Freskotechnik, um 1893; Schweinestall, erdgeschossiger, traufseitiger Satteldachbau, um 1733 (dendro.dat.); Stadel und Remise, langgestreckter, erdgeschossiger Satteldachbau mit hofseitiger Mörtelplastik (Erntefuhrwerk), um 1883 (dendro.dat.); im Garten Pfeilermauer mit Backsteinornamentik, 18. Jahrhundert; Einfriedung,Backsteinmauer, 18. Jahrhundert, teilweise erneuert; Hoftor nach Osten, gemauert, 18. Jahrhundert | D-1-86-162-74 | Ehemalige Propstei, jetzt Bauernhof |
| Rottenegger Straße 2 (Standort)                            | Katholische Pfarrkirche St. Emmeram | Saalkirche mit Satteldach, eingezogenem Polygonalchor und südlichem Chorflankenturm mit Spitzbogenblenden und Spitzhelm, Langhaus mit Flachdecke über Hohlkehle und Chor mit Stichkappentonne, im Kern spätgotisch, Chor und Turmunterbau Mitte 15. Jahrhundert, Umbau und Erweiterung 17. Jahrhundert, Verlängerung des Langhauses und neugotische Überarbeitung des Turms 1883; mit Ausstattung; Leichenhaus, verputzter Walmdachbau, Mitte 19. Jahrhundert; im Friedhof | D-1-86-162-68 | weitere Bilder                      |

### Weitere Ortsteile
| Lage                                              | Objekt                                      | Beschreibung | Akten-Nr.     | Bild                                        |
| ------------------------------------------------- | ------------------------------------------- | --- | ------------- | ------------------------------------------- |
| Attenhausen In Attenhausen (Standort)             | Wegkapelle                                  | verputzter Satteldachbau mit halbrundem Schluss und Dachreiter, wohl noch 18. Jahrhundert; mit Ausstattung | D-1-86-162-36 | Wegkapelle                                  |
| Burgstall Burgweg 6 (Standort)                    | Katholische Filialkirche St. Stephan        | verputzte Saalkirche mit Steilsatteldach, eingezogenem Polygonalchor und westlichem Turm mit oktogonalem Aufsatz und Spitzhelm, im Langhaus Stichkappentonne mit Netzrippen, Chor mit Netzgewölbe, um 1500, Ostteile im Kern älter, Turm 19. Jahrhundert; mit Ausstattung | D-1-86-162-38 | weitere Bilder                              |
| Egg Kreut in der Flur Buch (Standort)             | Feldkapelle                                 | kleiner, verputzter Satteldachbau mit offener Pfeilervorhalle, 18./19. Jahrhundert; renoviert 1989 | D-1-86-162-89 | Feldkapelle                                 |
| Gebrontshausen Gebehardstraße 8 (Standort)        | Katholische Pfarrkirche Mariä Empfängnis    | verputzte Saalkirche mit polygonalem Chorschluss und südlichem Chorflankenturm mit Steilsatteldach, Langhaus und Chor mit Stichkappentonnen mit später aufgesetzten Graten, 15. Jahrhundert, Ausstattung 18. Jahrhundert; mit Ausstattung | D-1-86-162-42 | Katholische Pfarrkirche Mariä Empfängnis    |
| Gosseltshausen Eglseewiesen (Standort)            | Wegkapelle                                  | verputzter Satteldachbau mit offenem Vorbau, wohl 1. Hälfte 19. Jahrhundert; nördlich der Kreuzung | D-1-86-162-50 | Wegkapelle                                  |
| Gosseltshausen Ringstraße 4, 6 (Standort)         | Katholische Pfarrkirche Mariä Heimsuchung   | verputzte Saalkirche mit leicht eingezogenem Polygonalchor und nördlichem Chorflankenturm mit oktogonalem Aufsatz, Zwiebelhaube und Laterne, Langhaus mit Korbbogengewölbe und Chor mit Tonnengewölbe mit kleinen Stichkappen, im Kern spätmittelalterlich, Turmunterbau 15. Jahrhundert, nach Brand 1704 erneuert; mit Ausstattung; Ehemalige Seelenkapelle, jetzt Leichenhaus, verputzter Satteldachbau, barock, wohl 18. Jahrhundert | D-1-86-162-49 | weitere Bilder                              |
| Hanfkolm In der Flur Hanfkolm (Standort)          | Hofkapelle                                  | kleiner, verputzter Satteldachbau; wohl 19. Jahrhundert | D-1-86-162-51 | BW                                          |
| Haushausen Haushausen 5 (Standort)                | Katholische Filialkirche St. Georg          | Saalkirche mit Pilastergliederung, eingezogenem Polygonalchor und nördlichem Chorflankenturm mit oktogonalem Aufsatz und Zwiebelhaube, Langhaus und Chor mit Spiegeldecken, barock, um 1700-10; mit Ausstattung | D-1-86-162-52 | Katholische Filialkirche St. Georg          |
| Hüll Hüll 5 1/3 (Standort)                        | Kapelle                                     | verputzter Satteldachbau mit Treppengiebel, Apsis und krabbenbesetztem Dachreiter, innen kreuzgratgewölbt mit Lourdesgrotte, neugotisch, bezeichnet 1909; mit Ausstattung | D-1-86-162-54 | Kapelle                                     |
| Hüll Hüll 6 1/2 (Standort)                        | Katholische Filialkirche St. Peter und Paul | verputzte Saalkirche mit eingezogenem Polygonalchor und darauf aufgesetztem Turm mit oktogonalem Aufsatz und Zwiebelhaube, Langhaus und Chor flachgedeckt, 17. Jahrhundert, Umgestaltung 19. Jahrhundert; mit Ausstattung | D-1-86-162-53 | Katholische Filialkirche St. Peter und Paul |
| Irlmühle Irlmühle 1 (Standort)                    | Stadel                                      | erdgeschossiger, traufseitiger Steilsatteldachbau mit drei Korbbogenoren, bezeichnet 1844 | D-1-86-162-56 | BW                                          |
| Irlmühle Irlmühle 1 (Standort)                    | Hofkapelle                                  | verputzter Satteldach mit Pfeilervorhalle, 1. Drittel 19. Jahrhundert; mit Ausstattung | D-1-86-162-55 | BW                                          |
| Jebertshausen Auerbergstraße 7 (Standort)         | Wegkapelle                                  | Backsteinbau mit Satteldach, innen mit Sterngewölbe, neugotisch, Ende 19. Jahrhundert; mit Ausstattung | D-1-86-162-59 | Wegkapelle                                  |
| Jebertshausen Auerbergstraße 30 (Standort)        | Katholische Filialkirche St. Peter und Paul | Satteldachbau mit Putzgliederung und östlichem Chorturm mit oktogonalem Aufsatz und Zwiebelhaube, Langhaus mit Flachdecke und Chor mit Sterngewölbe, spätromanisch, Chorturmuntergeschoss 15. Jahrhundert, Turmaufbau 17. Jahrhundert; mit Ausstattung | D-1-86-162-57 | weitere Bilder                              |
| Kemnathen Abeltshauser Feld (Standort)            | Wegkapelle                                  | verputzter Satteldachbau mit Pfeilervorhalle und geschweiftem Giebel, 2. Hälfte 19. Jahrhundert | D-1-86-162-60 | Wegkapelle                                  |
| Königsfeld Kirchenweg 10 (Standort)               | Katholische Pfarrkirche St. Margaretha      | verputzte Saalkirche mit Polygonalchor und südlichem Chorflankenturm mit Spitzhelm, Langhaus mit flacher Holzdecke und eingezogener Chor mit Netzgewölbe, spätgotisch, um 1500, Langhausmauern im Kern 14. Jahrhundert; mit Ausstattung | D-1-86-162-61 | weitere Bilder                              |
| Königsfeld Schmädelstraße 29 (Standort)           | Ehemaliges Gasthaus                         | zweigeschossiger, traufseitiger Satteldachbau mit Putzgliederung, 1. Hälfte 19. Jahrhundert, neubarocke Putzgliederung frühes 20. Jahrhundert | D-1-86-162-62 | Ehemaliges Gasthaus                         |
| Königsfeld Schmädelstraße 35 (Standort)           | Ehemaliges Schulhaus                        | zweigeschossiger Flachwalmdachbau mit Mezzaningeschoss, flachem Mittelrisalit, Dreiecksgiebel und Fassadengliederung, Ende 19. Jahrhundert | D-1-86-162-63 | Ehemaliges Schulhaus                        |
| Kreut In der Flur Kreut (Standort)                | Hofkapelle                                  | verputzter Satteldachbau, bezeichnet 1875; mit Ausstattung | D-1-86-162-64 | Hofkapelle                                  |
| Larsbach Bründlweg 6 (Standort)                   | Kapelle                                     | verputzter Satteldachbau mit offener Vorhalle und Lisenengliederung, innen kreuzgratgewölbt, neugotisch, bezeichnet 1907; mit Ausstattung | D-1-86-162-66 | Kapelle                                     |
| Larsbach Grubwinner Straße 11 (Standort)          | Katholische Filialkirche Hl. Kreuz          | verputzte Saalkirche mit polygonalem Chorschluss und westlichem Eingangsturm mit oktogonalem Aufsatz und Zwiebelhaube, Langhaus und eingezogener Chor mit Flachdecken über Hohlkehlen, im Kern spätmittelalterlich, 1736 umgebaut; mit Ausstattung | D-1-86-162-65 | Katholische Filialkirche Hl. Kreuz          |
| Lohwinden Johannesstraße 3 (Standort)             | Katholische Wallfahrtskirche Mariä Geburt   | Saalkirche mit Pilastergliederung, eingezogenem Polygonalchor und nordwestlichem Turm mit oktogonalem Glockengeschoss und Zwiebelhaube, Langhaus mit Tonnengewölbe und Chor mit Stichkappentonne, barock, Chor 1679, Langhaus und Turm 1701-10; mit Ausstattung | D-1-86-162-67 | weitere Bilder                              |
| Nietenhausen Nähe Nietenhausen (Standort)         | Kapelle                                     | Backsteinbau mit Satteldach, Treppengiebel und Dachreiter mit Spitzhelm, innen Lourdesgrotte, 1893 | D-1-86-162-75 | Kapelle                                     |
| Oberlauterbach Dekan-Hofmeier-Straße 4 (Standort) | Katholische Pfarrkirche St. Andreas         | verputzte Saalkirche mit eingezogenem Polygonalchor, querschiffartigen Seitenkapellen und südlichem Chorflankenturm mit Bogenfriesblenden und Spitzhelm, Langhaus mit Kreuzgewölbe und Chor mit stuckierter Stichkappentonne, Chor spätgotisch, wohl 2. Hälfte 15. Jahrhundert, Langhaus um 1680, Seitenkapellen um 1720/30, Turmerhöhung 19. Jahrhundert, Spitzhelm 1966 erneuert; mit Ausstattung; Ehemalige Friedhofskapelle, verputzter Satteldachbau mit geschweiftem Giebel, innen flachgedeckt mit Lourdesgrotte, barockisierend, im Kern wohl 2. Hälfte 18. Jahrhundert, Umbau 19. Jahrhundert, Lourdesgrotte um 1900 | D-1-86-162-76 | Katholische Pfarrkirche St. Andreas         |
| Oberlauterbach Mainburger Straße 8 (Standort)     | Ehemaliges Schulhaus                        | zweigeschossiger, traufseitiger Satteldachbau, um 1860 | D-1-86-162-78 | BW                                          |
| Schreinmühle Ins Bodenholz (Standort)             | Wegkapelle                                  | verputzter Satteldachbau mit offener Vorhalle, bezeichnet 1843; an der Straße nach Wolnzach | D-1-86-162-81 | Wegkapelle                                  |
| Schreinmühle Oberfeld (Standort)                  | Hofkapelle                                  | verputzter Satteldachbau, 19./20. Jahrhundert | D-1-86-162-80 | Hofkapelle                                  |
| Schreinmühle Siegertszell 1 (Standort)            | Bauernhaus                                  | zweigeschossiger Halbwalmdachbau mit Putzgliederung, doppelbogiger Loggia und giebelseitigem Stüberlvorbau, 1920 | D-1-86-162-79 | Bauernhaus                                  |
| Stadelhof Stadelhof 3 1/2 (Standort)              | Kapelle                                     | verputzter Satteldachbau mit Vorhalle und Giebeldachreiter, wohl 2. Hälfte 19. Jahrhundert | D-1-86-162-82 | Kapelle                                     |
| Starzhausen Am Wasserschloss 3 (Standort)         | Wasserschloss                               | zweigeschossiger, verputzter Walmdachbau mit reich gegliedertem Portal mit Sprenggiebel, barock, um 1709, 1952 überarbeitet | D-1-86-162-83 | weitere Bilder                              |

## Ehemalige Baudenkmäler
In diesem Abschnitt sind Objekte aufgeführt, die früher einmal in der Denkmalliste eingetragen waren, jetzt aber nicht mehr. Objekte, die in anderem Zusammenhang also z. B. als Teil eines Baudenkmals weiter eingetragen sind, sollen hier nicht aufgeführt werden. Aktennummern in diesem Abschnitt sind ehemalige, jetzt nicht mehr gültige Aktennummern.

| Lage                                                | Objekt                         | Beschreibung                                                                                                | Akten-Nr.     | Bild       |
| --------------------------------------------------- | ------------------------------ | --- | ------------- | ---------- |
| Wolnzach Gottesackerweg 2 (Standort)                | Bauernhaus                     | erdgeschossiger, giebelständiger Greddachbau, Mitte 19. Jahrhundert                                         | D-1-86-162-10 | Bauernhaus |
| Wolnzach Schloßhof 8 (Standort)                     | Wohnhaus                       | zweigeschossiger, giebelständiger Halbwalmdachbau, wohl 2. Hälfte 19. Jahrhundert, erneuert                 | D-1-86-162-33 | BW         |
| Wolnzach Schloßhof 10 (Standort)                    | Wohnhaus                       | 18. Jahrhundert                                                                                             | D-1-86-162-34 | BW         |
| Eschlbach an der Ilm Don-Bosco-Straße 26 (Standort) | Eingeschossiger Mitterstallbau | mit Greddach über Balkenköpfen und Glattputzbändern, 2. Viertel 19. Jahrhundert                             | D-1-86-162-41 | BW         |
| Jebertshausen Auerbergstraße 26 (Standort)          | Ehemals Gasthof                | zweigeschossiger, traufseitiger Satteldachbau mit Putzgliederung und Sohlbankgesims, Anfang 19. Jahrhundert | D-1-86-162-58 | BW         |
| Niederlauterbach Geisenfelder Straße 30 (Standort)  | Mörtelplastik                  | am Wirtschaftsgebäude (Hopfenfuhrwerk), um 1880                                                             | D-1-86-162-73 | BW         |

## Abgegangene Baudenkmäler
In diesem Abschnitt sind Objekte aufgeführt, die früher einmal in der Denkmalliste eingetragen waren, jetzt aber nicht mehr existieren, z. B. weil sie abgebrochen wurden. Aktennummern in diesem Abschnitt sind ehemalige, jetzt nicht mehr gültige Aktennummern.

| Lage                                              | Objekt     | Beschreibung | Akten-Nr.     | Bild |
| ------------------------------------------------- | ---------- | --- | ------------- | ---- |
| Wolnzach Herrnstraße 16 (Standort)                | Bauernhaus | erdgeschossig, Mitte 19. Jahrhundert | D-1-86-162-13 | BW   |
| Wolnzach Kellerstraße 5 (Standort)                | Bauernhaus | erdgeschossiger Satteldachbau mit Gred, kleine Figurennische in der Giebelfront, Mitte 19. Jahrhundert | D-1-86-162-84 | BW   |
| Niederlauterbach Geisenfelder Straße 2 (Standort) | Bauernhaus | zweigeschossiger, giebelständiger Satteldachbau mit durchfenstertem Kniestock, Giebelschnitzerei und historisierender Putzgliederung, bezeichnet 1903; in Giebelnische kleine Lourdesgrottenmadonna, wohl gleichzeitig Neubau, neues Baudenkmal D-1-86-162-70: Wappentafel, siehe oben | D-1-86-162-70 | BW   |